# Пиляки (гора)
Пиляки (укр. Пілякі, крымскотат. Pilâki, Пиляки) — гора в Крыму на южных отрогах Ай-Петринской яйлы. Высота 850 м. Гора Пиляки — памятник природы с 1964 года на северо-востоке от скалы Ифигения.
Над Лименской долиной простирается хребет вулканического происхождения, который опускается в сторону Симеиз, и имеет три вершины: верхняя Пиляки (850 м над уровнем моря, это южный отрог Ай-Петринской яйлы), средняя Измолос (Верблюд) и нижняя Хыр (тюркский «кыр» — возвышенность, с одноимённой вершиной высотой 657 метров).
У их подножия обнаружена стоянка древнего человека эпохи неолита.
Гора Пиляки расположена к северо-западу от поселка Голубой Залив, чуть выше старого шоссе Ялта-Севастополь.
Гора Пиляки — потухший вулкан среднеюрского периода. Она занимает площадь в 4 квадратных километра. В горных породах представлены застывшие миллионы лет назад вулканические лавовые потоки.
В этом горном массиве распространены вулканические туфы и спилитовые брекчии, выветривание которых образовало во многих местах причудливые скалы. Вершина горы сложена мощными слоями вулканического туфа. Она соединяется с Ай-Петринской яйлой. Отдельные обнажения вулканических пород Пиляки достигают толщины в 350 метров.

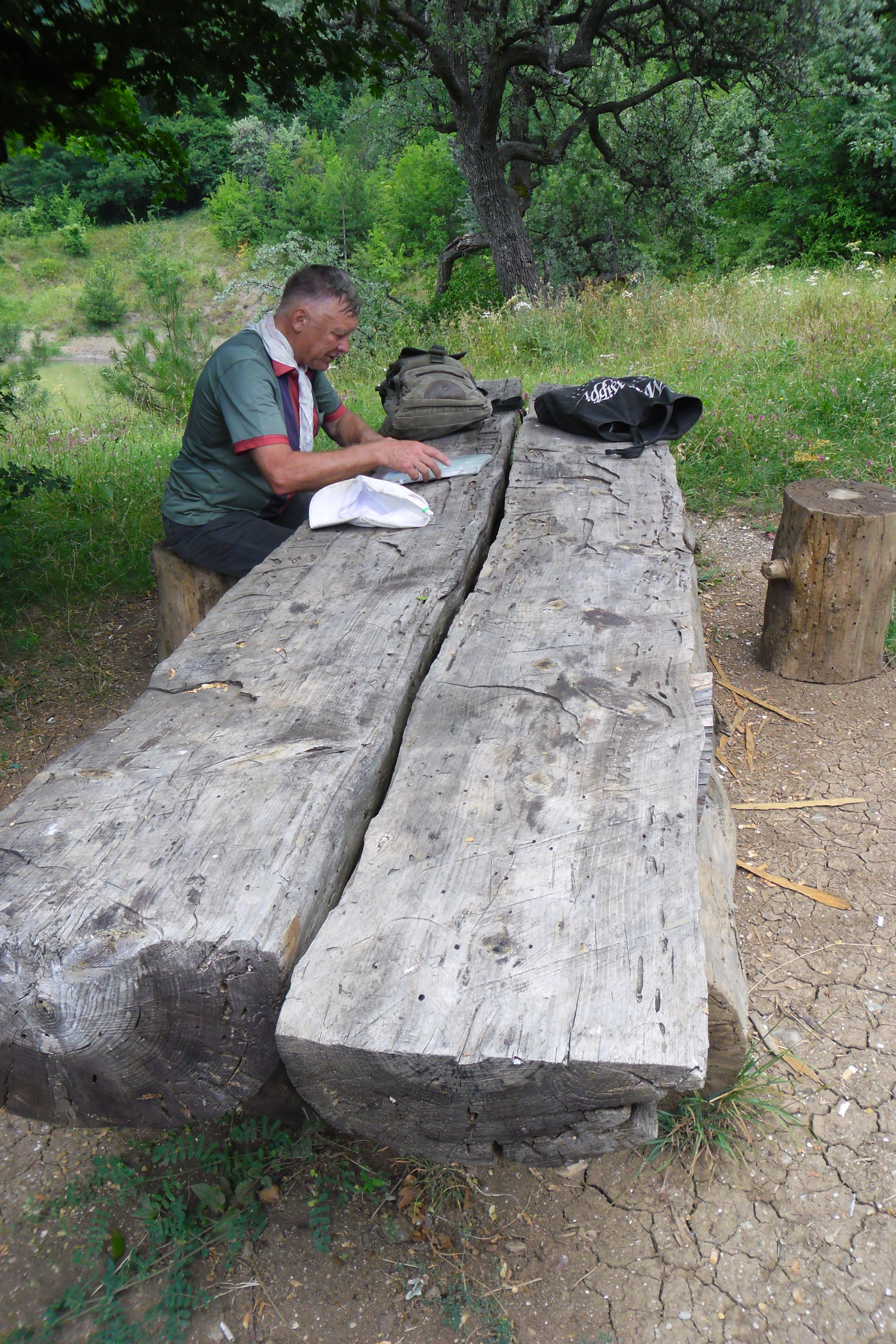
Стоянка на пути от г. Измолос к г. Пыльники.
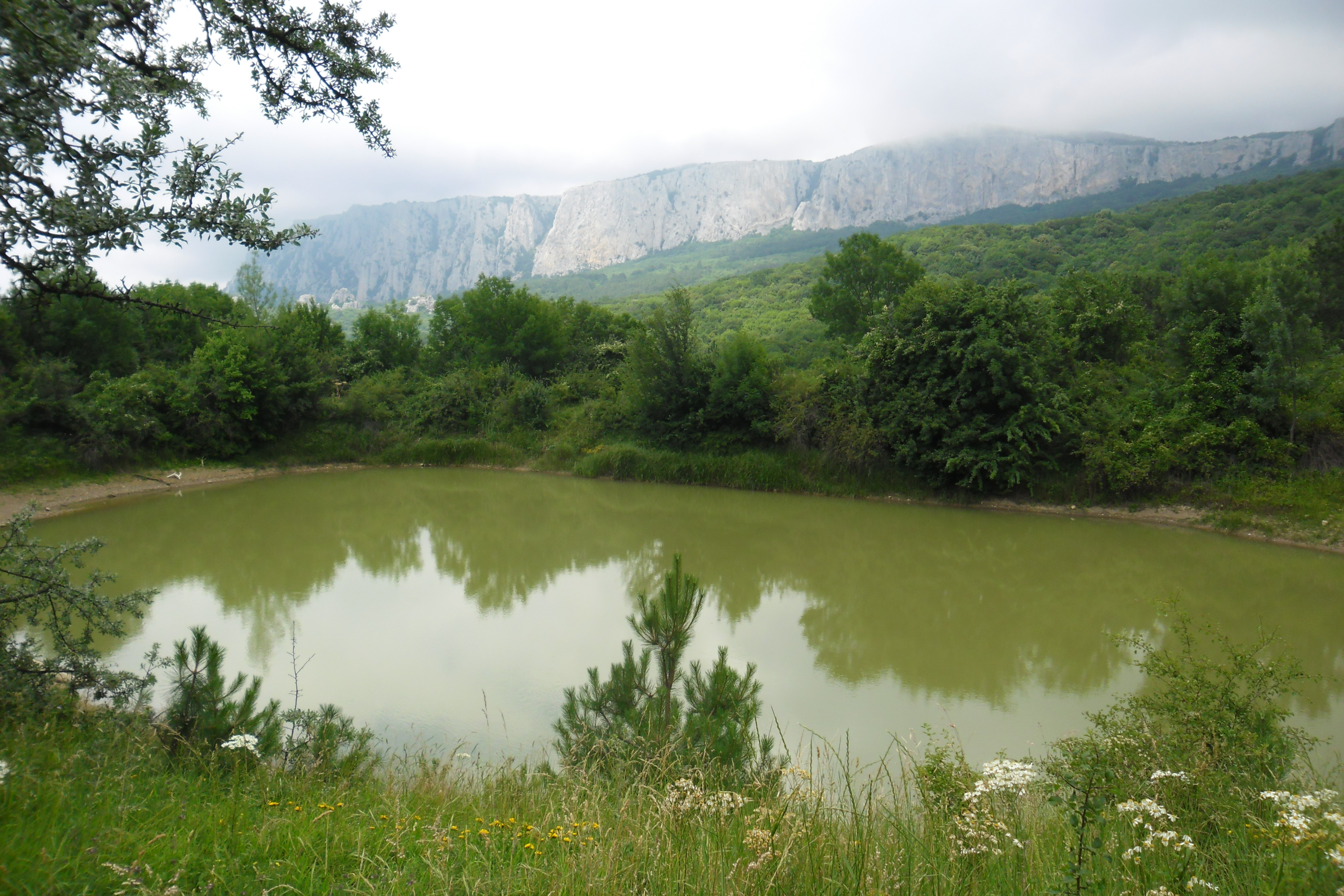
Озеро вблизи г. Пиляки. На заднем плане - г. Спиради